# Vespadelus douglasorum
Vespadelus douglasorum — вид родини лиликових.

## Середовище проживання
Цей маловідомий вид є ендеміком району Кімберлі, Західна Австралія, Австралія. Зразки були зібрані біля водойм. Лаштує сідала в печерах і будівлях, де знаходиться в колоніях до 80 осіб. Самиці народжують одне дитинча.

## Загрози та охорона
Здається, немає серйозних загроз для цього виду. Цей вид зустрічаються в кількох природоохоронних територіях.